# ساگرا

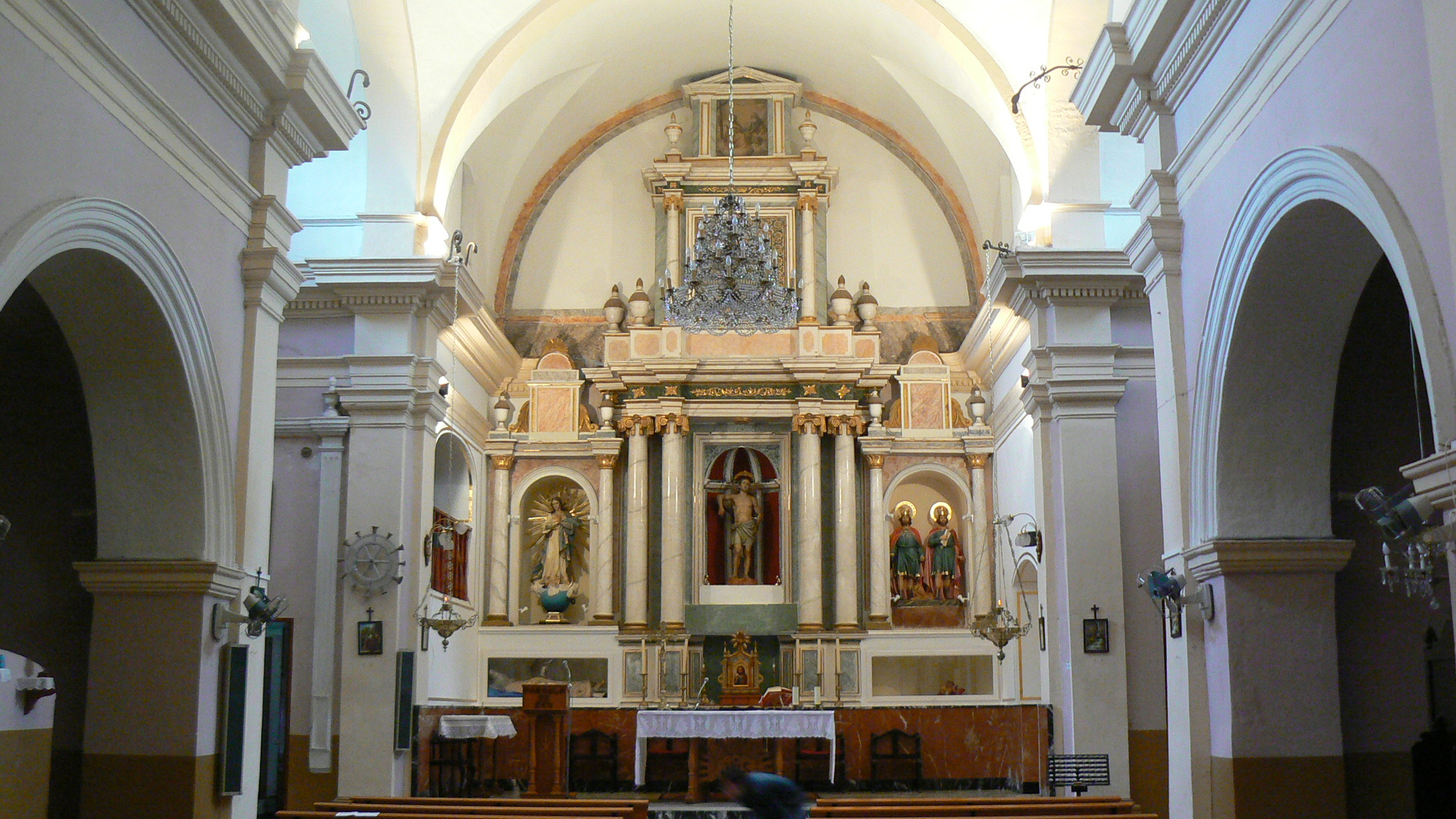
نمایی از اندرونی کلیسای دهستان ساگرا در استان آلیکانته - ۲۰۰۷

ساگرا دهستانی در استان آلیکانتهٔ اسپانیا است.
در این دهستان ۴۶۴ نفر زندگی می‌کنند. مساحت این دهستان ۵٫۴۸ کیلومتر مربع است.